# Judoklubben Budo

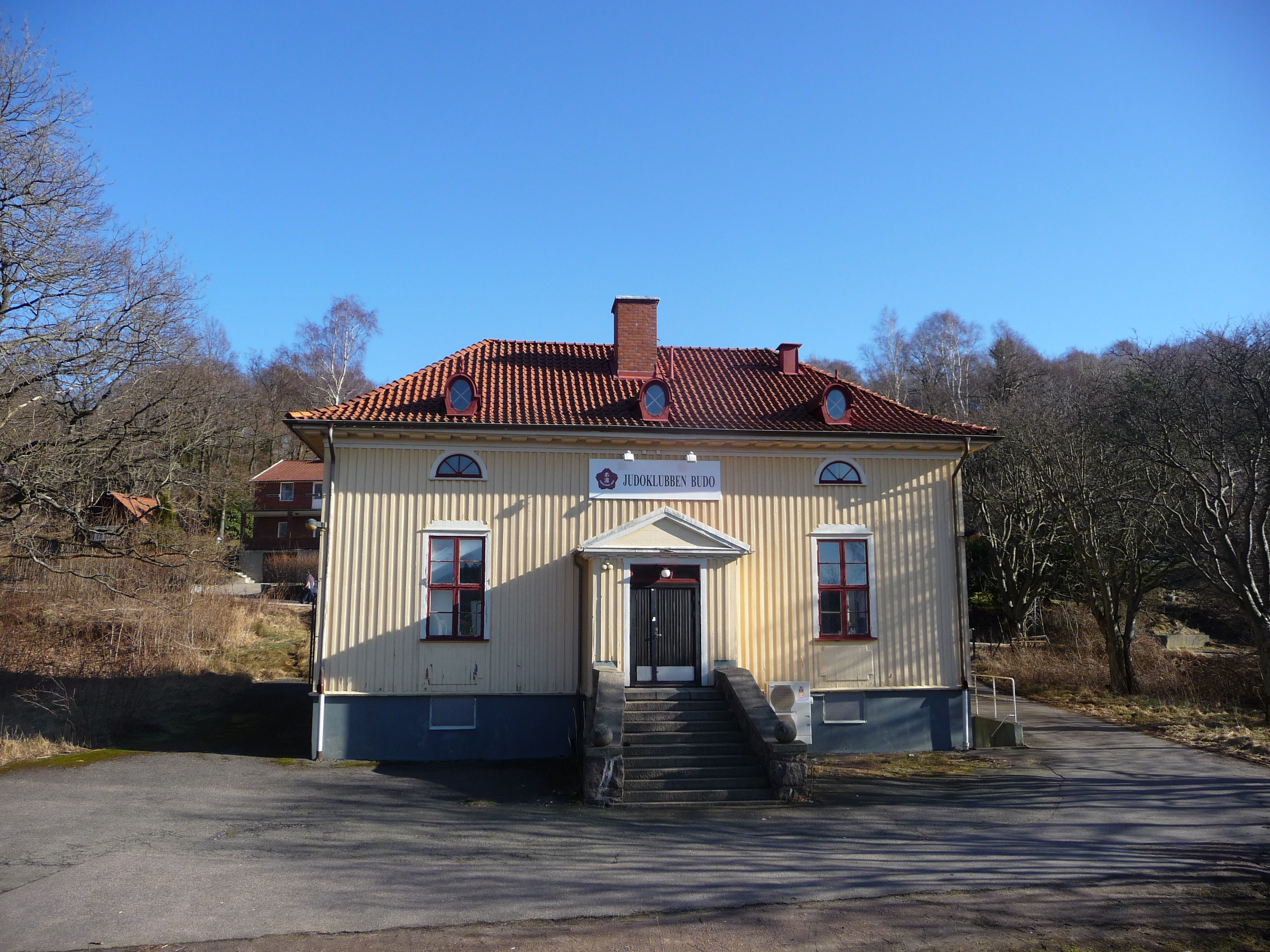
Judoklubben Budos klubblokal

Judoklubben Budo är en judoklubb belägen i den gamla Lillhagsskolans lokaler på Hisingen i Göteborg. Klubben grundades 1961 av tränande på klubben Hie-Gou, bland andra Karl Wöst och Rolf Johansson. Efter att ha haft några olika träningslokaler flyttade man tillbaka till Hisingen och den nuvarande lokalen på Hisingen 1976. I september 2018 öppnade klubben också en filial i Eriksberg.
Genom åren har klubben varit representerad i såväl Göteborgs Judoförbund som Svenska Judoförbundet, likväl som i Europeiska domarkommittén genom Karl Wöst. Under 2010-talet har medlemsantalet pendlat mellan ca 230 och ca 300 stycken medlemmar.